# Ребров, Юрий Васильевич
Юрий Васильевич Ребров — советский хозяйственный, государственный и политический деятель.

## Биография
Родился в 1935 году в Московской области. Член КПСС.
С 1956 года — на хозяйственной, общественной и политической работе. В 1956—1996 гг. — хозяйственный, советский и партийный работник в городе Москве, председатель исполнительного комитета Октябрьского районного совета города Москвы, 1-й секретарь Октябрьского райкома КПСС города Москвы, сотрудник аппарата Московского горкома КПСС, заместитель председателя партии «Демократическая инициатива»
Делегат XXV и XXVI съездов КПСС.
Жил в Москве.